# Prawo i pięść
Prawo i pięść – polski eastern filmowy z 1964 roku w reżyserii Jerzego Hoffmana i Edwarda Skórzewskiego, nakręcony na podstawie powieści Józefa Hena Toast. Historia opowiada o Andrzeju Kenigu (Gustaw Holoubek), byłym więźniu obozu koncentracyjnego, który zostaje wysłany do ochrony opuszczonego miasta na Ziemiach Odzyskanych przed szabrownikami. Staje do walki z grupą dowodzoną przez fałszywego lekarza, Mieleckiego (Jerzy Przybylski), który planuje ukraść opuszczone mienie miasta. Film zawiera podobieństwa do klasycznych westernów (szczególnie odniesienia do W samo południe Freda Zinnemanna), ale adaptuje ich elementy do polskiego kontekstu. 
Film wywołał ożywioną reakcję wśród krytyków, przy czym niektórzy chwalili jego adaptację konwencji westernowych do polskich realiów, podczas gdy inni krytykowali go za bycie jedynie imitacją amerykańskich westernów. Prawo i pięść jest postrzegane jako znaczące dzieło w polskim kinie i uznawane za film kultowy.

## Opis fabuły
Akcja filmu ma miejsce w 1945 roku na Ziemiach Odzyskanych. Andrzej Kenig (Gustaw Holoubek), były więzień obozów koncentracyjnych w Auschwitz i Dachau zgłasza się do pełnomocnika rządu (Bolesław Płotnicki) w poszukiwaniu pracy. Zostaje dokooptowany do kierowanej przez doktora Mieleckiego (Jerzy Przybylski) grupy mającej zabezpieczyć majątek w pobliskim miasteczku uzdrowiskowym Graustadt (Siwowo). Miasteczko jest opuszczone, przebywa tam jedynie grupa czterech kobiet i niemiecki maître d’hôtel hotelu Tivoli. Na miejscu Kenig orientuje się, że Mielecki nie jest lekarzem, a celem jego i towarzyszy jest szaber porzuconego mienia, w tym wyposażenia szpitala i sanatorium. Aby do tego nie dopuścić, podejmuje próby nakłonienia dwóch członków grupy, Smółki i Cześka do pomocy. Smółka (Wiesław Gołas), w którym udało mu się wzbudzić skrupuły, ginie z ręki Wijasa (Ryszard Pietruski). Podobny los spotyka, przysłanego przez pełnomocnika, milicjanta (Michał Szewczyk). Kenig postanawia w pojedynkę zatrzymać szabrowników podejmujących próbę opuszczenia miasta ciężarówkami załadowanymi zagrabionymi przedmiotami. Dochodzi do strzelaniny, w której Rudłowski, Mielecki i Wijas giną. Z miasta ucieka jedynie Czesiek (Zdzisław Maklakiewicz). Przybyły na miejsce porucznik (Józef Nowak) próbuje nakłonić Keniga do pozostania w mieście, jednak ten chce je jak najszybciej opuścić.

## Obsada
Źródło: FilmPolski.pl

- Gustaw Holoubek jako Andrzej Kenig
- Jerzy Przybylski jako „doktor” Mielecki
- Wiesław Gołas jako Antoni Smółka
- Zdzisław Maklakiewicz jako Czesiek Wróbel
- Ryszard Pietruski jako Wijas
- Zbigniew Dobrzyński jako Rudłowski
- Zofia Mrozowska jako Anna
- Hanna Skarżanka jako Barbara Dubikowska
- Wiesława Kwaśniewska jako Zośka
- Ewa Wiśniewska jako Janka
- Adam Perzyk jako maitre d’hotel
- Bolesław Płotnicki jako pełnomocnik
- Michał Szewczyk jako milicjant
- Józef Nowak jako porucznik
- Zofia Czerwińska jako napastowana repatriantka
- Wojciech Rajewski jako repatriant przy torze kolejowym

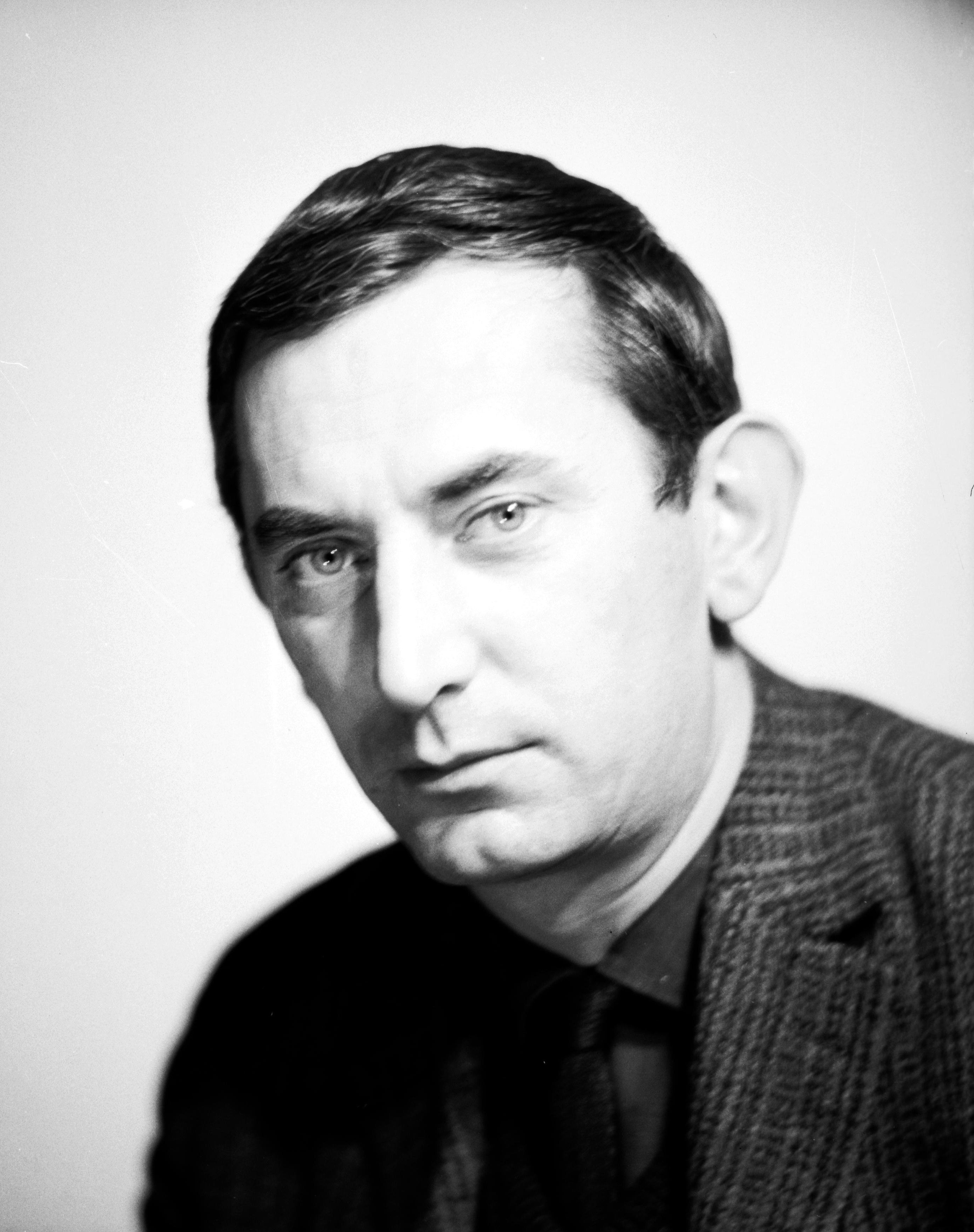
Gustaw Holoubek
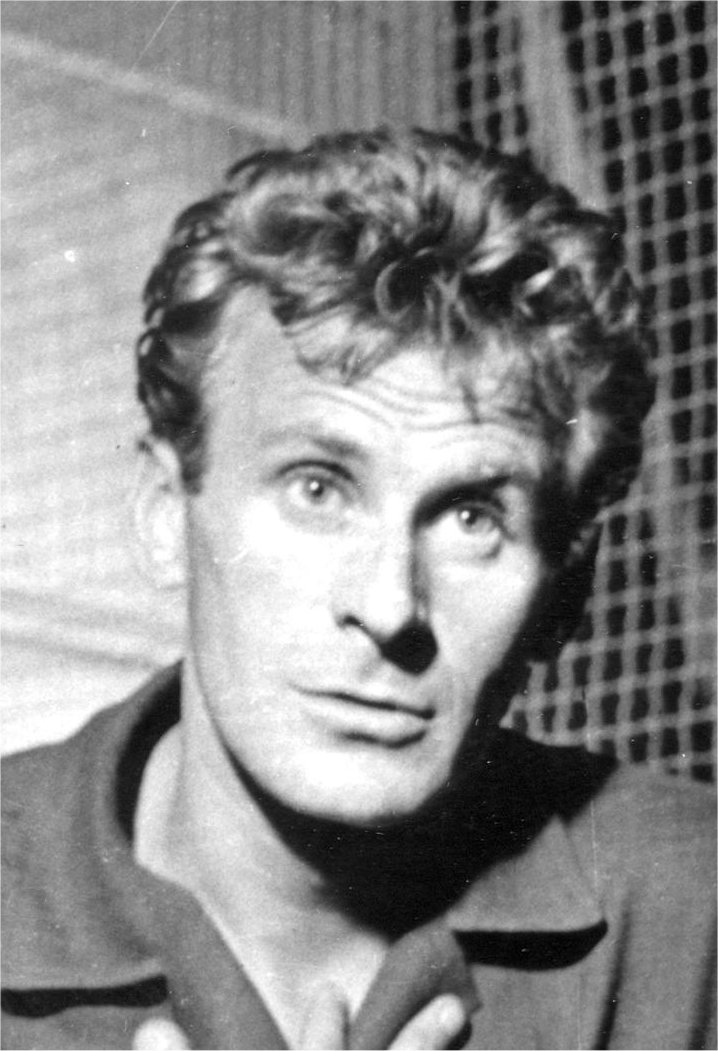
Wiesław Gołas
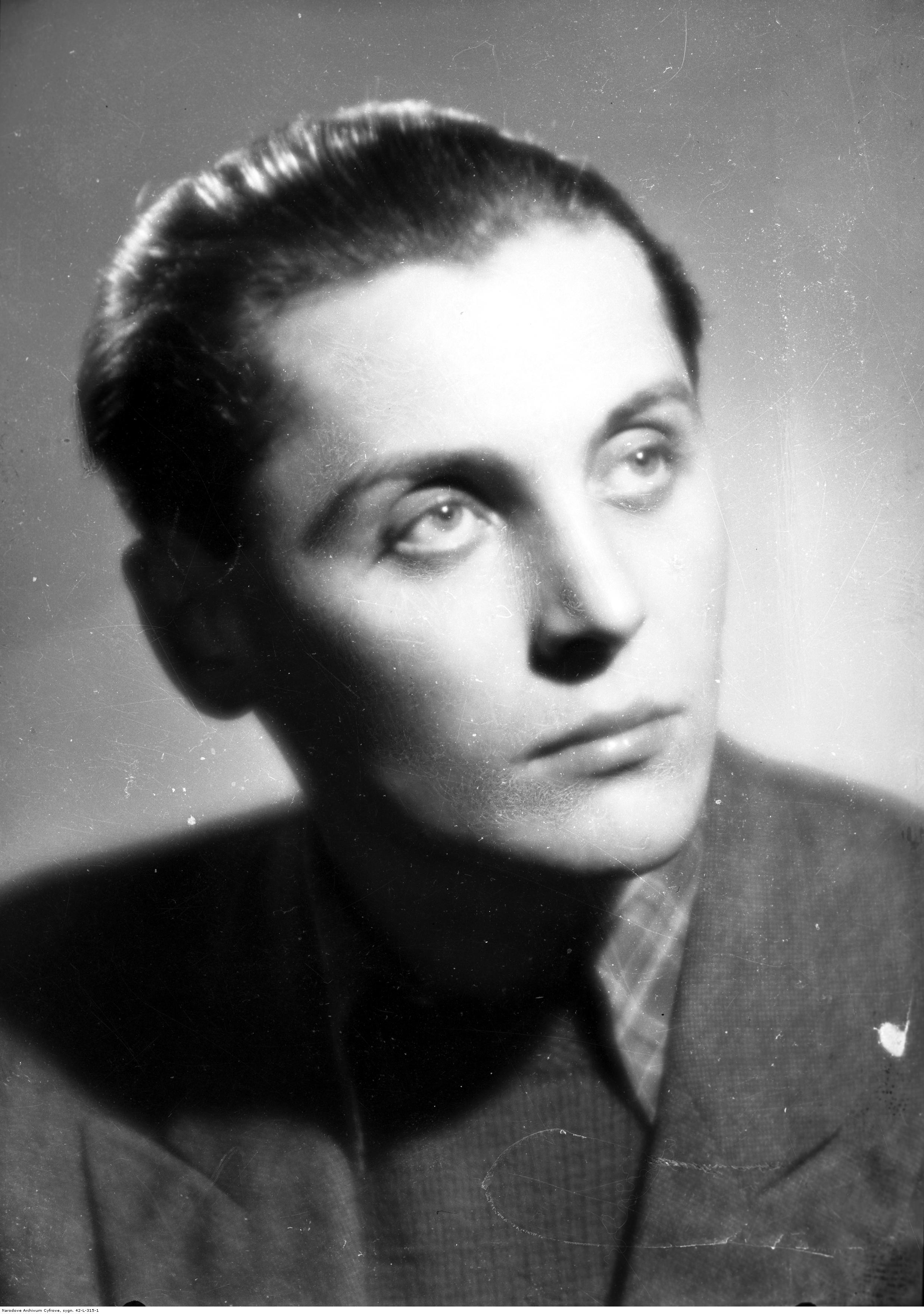
Zdzisław Maklakiewicz
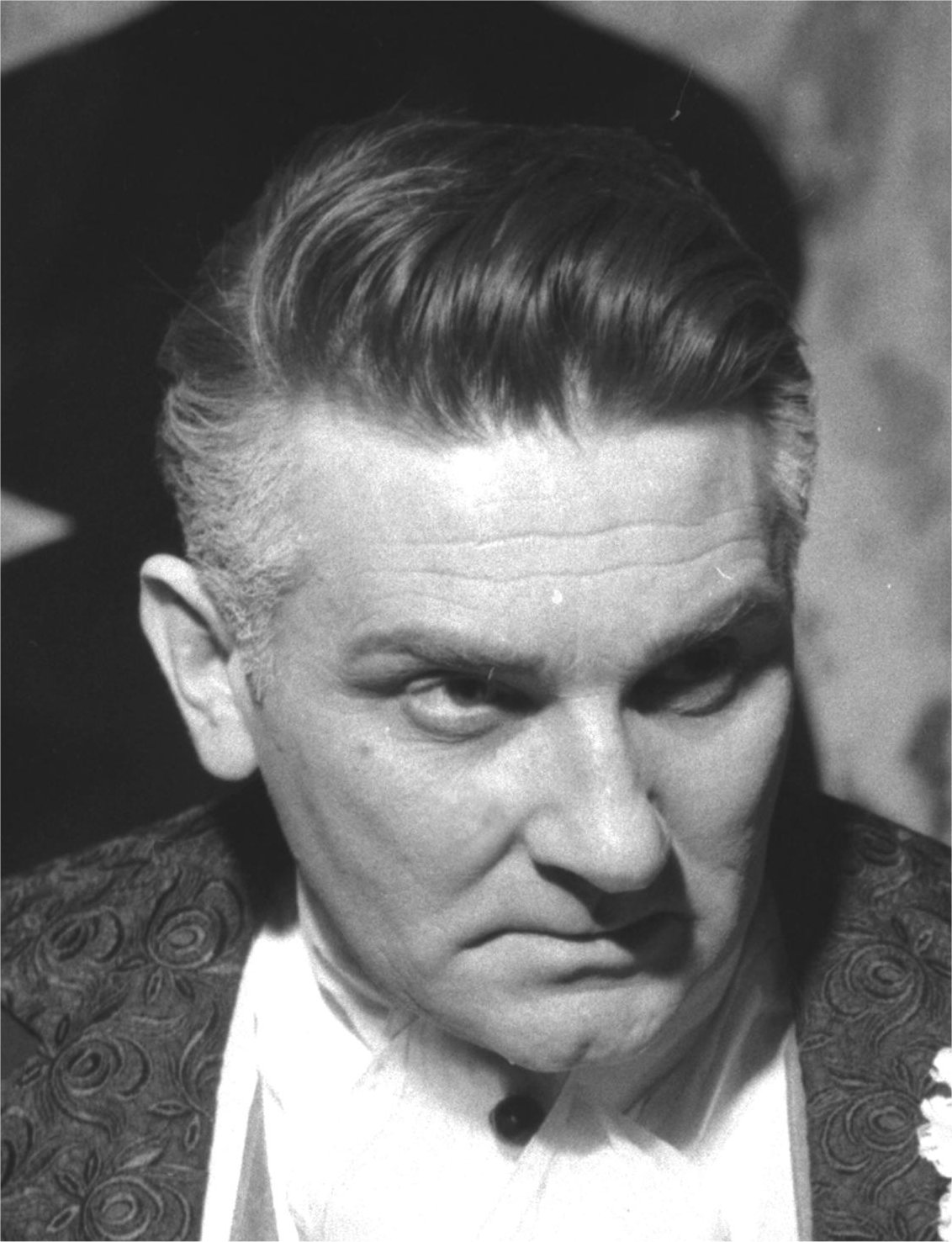
Ryszard Pietruski

## Produkcja
Po realizacji komedii Gangsterzy i filantropi (1962) Jerzy Hoffman i Edward Skórzewski, których późniejsze scenariusze komediowe były odrzucane przez decydentów, zdecydowali się zmienić konwencję gatunkową. „Zrozumieliśmy, że musimy zrobić coś w innym gatunku, bo nasza satyra zbyt krytykowała system i już nam nie dadzą zrobić tego typu filmu”. Okazja się nadarzyła, kiedy Witold Lesiewicz porzucił prace nad adaptacją scenariusza Józefa Hena pod tytułem Toast. Otrzymawszy od Zespołu Realizatorów Filmowych „Kamera” propozycję realizacji tego scenariusza, Hoffman i Skórzewski ją przyjęli.
Sceny plenerowe kręcono w Toruniu (Rynek Nowomiejski, Brama Ciemna, Kościół św. Trójcy i św. Jakuba, ulice: Ciasna, Ślusarska, Mostowa, Podmurna), Koronowie, Ciechocinku oraz Chełmży (poczta). Na użytek filmu nagrano balladę „Nim wstanie dzień” z muzyką Krzysztofa Komedy i słowami Agnieszki Osieckiej, którą wykonał niewystępujący w filmie aktor Edmund Fetting. Pomysł na formę ballady wyszedł od Hoffmana, który wspominał: „Gdy siedzieliśmy z Agnieszką Osiecką i z Komedą, myśląc o muzyce, to w pewnym momencie wpadło mi coś takiego: jeżeli byśmy skrzyżowali Okudżawę z westernową balladą amerykańską, to będzie to, co nam właśnie potrzeba. No i taka krzyżówka powstała”.

## Odbiór

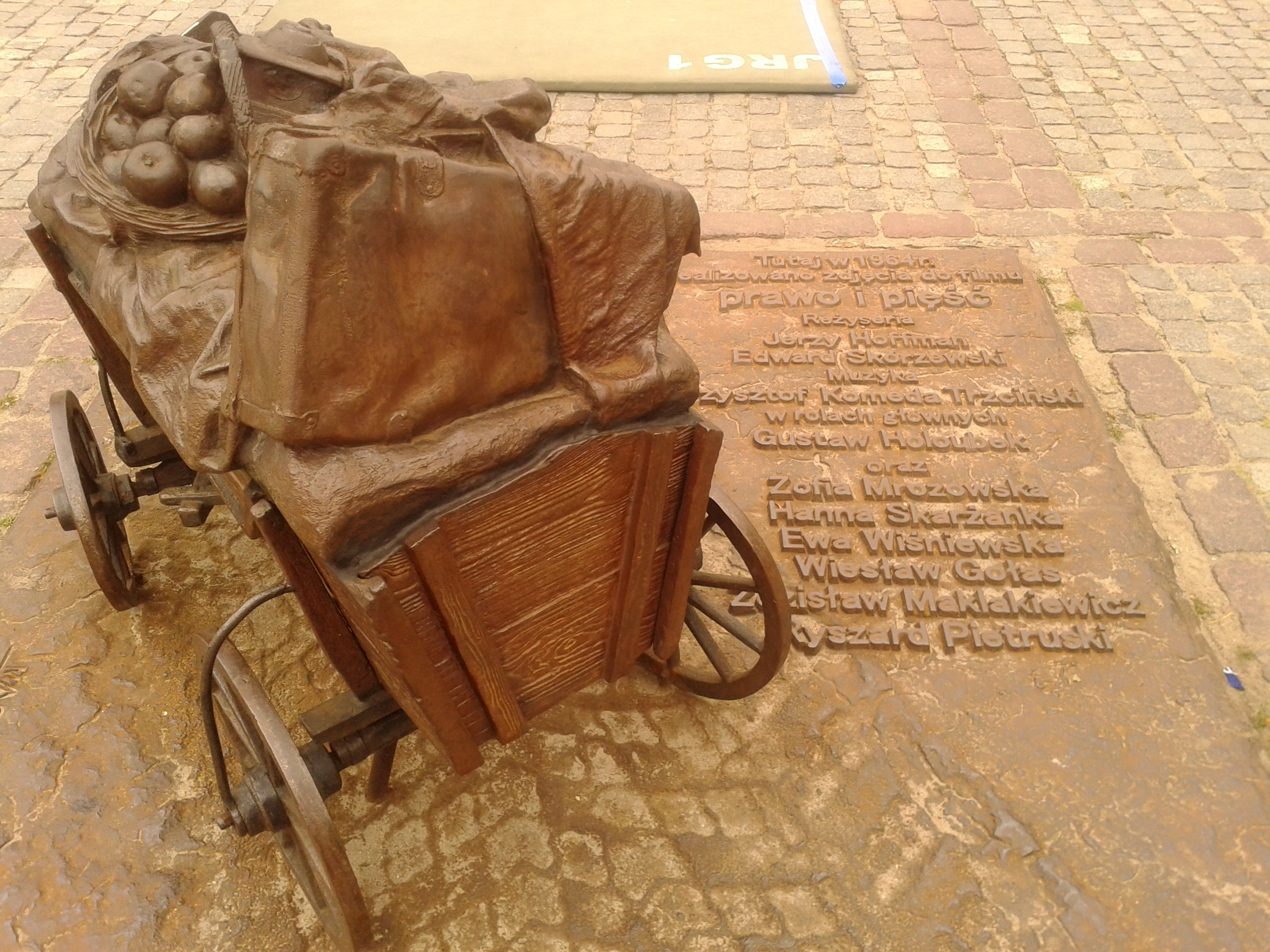
Rynek Nowomiejski w Toruniu, rzeźba wozu z dobytkiem upamiętniająca realizację zdjęć do filmu

Już w momencie premiery Prawo i pięść uznano za pierwszy polski western (pojawiała się też nazwa „eastern”, odnosząca się do filmów o podobnej konwencji, lecz wyprodukowanych na Wschodzie). Kazimierz Kochański na łamach „Tygodnika Kulturalnego” nawet z uznaniem pisał, że film „będąc westernem zrodzonym z polskich sytuacji, obdarł western amerykański z jego pozornie niepowtarzalnej egzotyki […], a westernowe schematy sprowadził ze sfery abstrakcji i fantastyki na grunt realny”. Krzysztof Teodor Toeplitz potępił natomiast ów zabieg adaptacyjny, oskarżając filmowców o „perfidny i oryginalny chwyt reżyserski” polegający na ubraniu amerykańskiego westernu w kostiumy bliższe rodzimym realiom. Jerzy Niecikowski z pisma „Kultura” uznał ów zabieg za umotywowany bardziej etycznymi przekonaniami reżyserów: „Hoffman i Skórzewski posłużyli się konwencją westernu właśnie jako środkiem przekazu własnych norm moralnych. To przede wszystkim wzięli z westernu. I wzięli chyba najlepszą część”.
Łukasz A. Plesnar z perspektywy filmoznawczej potwierdził intuicję krytyków, zauważając szereg rzucających się w oczy podobieństw Prawa i pięści do amerykańskich westernów (choć film Hoffmana i Skórzewskiego powstał po drugiej stronie żelaznej kurtyny). Przede wszystkim główny bohater Prawa i pięści, zgodnie z konwencją klasycznego westernu, jest „sprawiedliwy i uczciwy, nie tylko wobec innych, ale i siebie samego, samotny, energiczny, silny i bezkompromisowy”. Również finałowa strzelanina niesie ze sobą podobieństwa do analogicznej sekwencji z filmu W samo południe (1952) Freda Zinnemanna, a podział bohaterów na dobro i zło jest wyjęty z klasycznego westernu, ponieważ modelowy widz koncentruje się na pozytywnej postaci Keniga. Ponadto, jak Plesnar zauważył przy porównaniu Prawa i pięści z W samo południe, „akcja obu utworów została umieszczona w miasteczkach, a najbardziej dramatyczne wydarzenia rozgrywają się na wyludnionych ulicach i w przylegających do nich równie pustych budynkach”. Innymi elementami filmu jawnie konotującymi konwencję klasycznego westernu są: stanowiąca klamrę kompozycyjną ballada „Nim wstanie dzień”, bohater sprawnie posługujący się krótką bronią palną oraz motyw podróży na Zachód (w przypadku filmu Hoffmana i Skórzewskiego – na Ziemie Odzyskane). Marek Haltof dopowiadał, że cel ideologiczny Prawa i pięści był jednak inny niż w klasycznych westernach; film Hoffmana i Skórzewskiego przetarł szlak dla polskich easternów, których bohaterowie z wojenną przeszłością „walczą nie tylko z elementami przestępczymi, ale także z wrogami nowego systemu”.
Robert Dudziński w eseju o polskich imitacjach westernu zwrócił uwagę, że Prawo i pięść wpisuje się w psychologiczną odmianę gatunku. W opinii Dudzińskiego film Hoffmana i Skórzewskiego opiera się na dojrzałym psychologicznym portrecie głównych bohaterów, którzy mają podobne doświadczenia obozowe i uzasadnione motywacje:
Kenig, inteligent, któremu wojna zabrała wszystko, stwierdza, że nie może już pozostać obojętnym wobec zła; Wróbel uważa, że pieniądze i życie na poziomie należą mu się za cierpienia, których doświadczył; Anna z kolei chce wreszcie spokojnie żyć, mając dość patrzenia na śmierć. Konwencjonalne postawy bohaterów znalazły więc swoją historyczną motywację. Ten zabieg sprawia też, że sama przemoc – nawet taka, której protagonista dopuszcza się w słusznej sprawie – jest problematyczna.